# Récepteur de l'hypocrétine
Les récepteurs de l'hypocrétine, également appelés récepteurs de l'orexine, sont des récepteurs couplés aux protéines G.
Il existe deux variantes, chacune codée par un gène HCRTR1 et HCRTR2.